# Prionosciadium saraviki
Prionosciadium saraviki är en flockblommig växtart som beskrevs av Joseph E. Laferrière. Prionosciadium saraviki ingår i släktet Prionosciadium och familjen flockblommiga växter. Inga underarter finns listade i Catalogue of Life.